# Nordheim am Main
Nordheim am Main este o comună din landul Bavaria, Germania.